# Melanoides
Melanoides är ett släkte av snäckor som beskrevs av Olivier 1804. Melanoides ingår i familjen kronsnäckor.
Kladogram enligt Catalogue of Life och Dyntaxa:
| Melanoides | \| \| Melanoides admirabilis \| \| \| \| \| \| knottrig kronsnäcka \| \| \| \| \| \| Melanoides turriculus \| \| \| \| |
|            | \| \| Melanoides admirabilis \| \| \| \| \| \| knottrig kronsnäcka \| \| \| \| \| \| Melanoides turriculus \| \| \| \| |
|            | Tarebia |
|            | |
|            | Thiara |
|            | |
|            | Melanoides admirabilis                                                                                                 |
|            | |
|            | knottrig kronsnäcka |
|            | |
|            | Melanoides turriculus                                                                                                  |
|            | |

|  | Melanoides admirabilis |
|  |                        |
|  | knottrig kronsnäcka    |
|  |                        |
|  | Melanoides turriculus  |
|  |                        |

## Bildgalleri

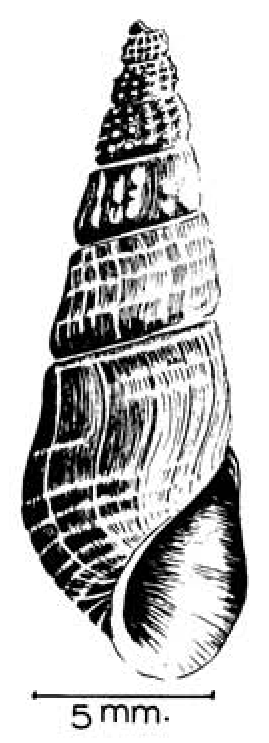
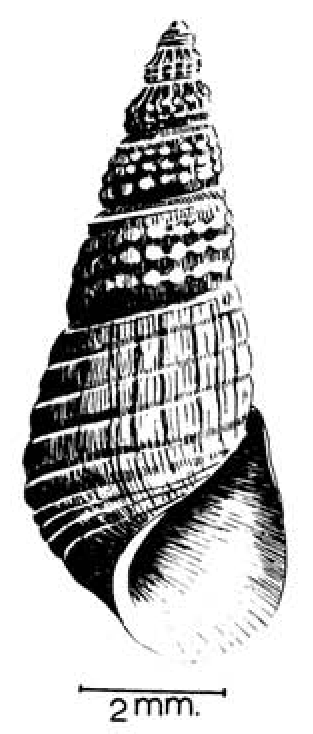